# Calomicrus pardoi
Calomicrus pardoi es un coleóptero de la familia Chrysomelidae.
Fue descrita científicamente por primera vez en 1961 por Codina.